# Kloster Kalbe
Das Kloster des heiligen Laurentius war ein Nonnenkloster im 10. Jahrhundert, wahrscheinlich in Kalbe in der Altmark im heutigen Sachsen-Anhalt.

## Lage
Das Kloster befand sich in einem Ort Calvo im Bistum Halberstadt. Wahrscheinlich war dies Kalbe an der Milde, wo es Flurnamen Lorenzkirchhof und Nonnenwerder gab. Möglich wäre allerdings auch ein anderer Ort dieses Namens, der nicht bekannt ist.

## Geschichte
Über das Kloster gibt es nur zwei kurze Erwähnungen bei Thietmar von Merseburg und in der Gründungsurkunde für das Augustiner-Chorherren-Stift Schöningen westlich der Altmark.
Das Kloster wurde von einer Oda gegründet, wahrscheinlich Oda von Haldensleben, Tochter von Markgraf Dietrich der Nordmark. Diese wurde 977 aus einem Kloster entführt und heiratete dann den polnischen Fürsten Mieszko. 983 wurde das Kloster Kalbe bei einem Überfall der Abodriten zerstört.
Das weitere Schicksal ist unbekannt, möglicherweise wurde es nach Schöningen verlegt, denn 1121 wurde bei der Gründung des Augustiner-Chorherren-Stiftes umfangreicher Streubesitz des ehemaligen Klosters Kalbe in zahlreichen Dörfern westlich und nördlich von Magdeburg und bei Gardelegen an das neue Stift überschrieben.